# دریاچه تمی
دریاچه تِمی در جوار کوه کینو در منطقه‌ کوهستانی بین استان چهارمحال و بختیاری و خوزستان قرار گرفته‌است.‌ این دریاچه از ذوب برف کوه‌های اطراف و به‌ویژه کوه کینو پرآب می‌شود. تمی در گویش بختیاری به مکانی صاف و هموار که در جایی بلند قرار گرفته، گفته می‌شود.

## جغرافیا
آب این دریاچه از سیلاب‌های بهاری و ذوب برف‌های کوه‌های اطراف دریاچه که دارای یخچال‌های دایمی و در سراسر سال پوشیده از برف و یخ است تأمین می‌شود و به سبب موقعیت خاص جغرافیایی آب این دریاچه فاقد جریان است. دریاچه شط تمی در واقع یک دریاچه بسته و فاقد هرگونه آبزی است. مراتع، چمن زارها و پوشش گیاهی خاص وسیعی که در اطراف این دریاچه از دشت موز تا دشت تمی گسترده شده محل مناسبی برای اردو زدن عشایر هنگام کوچ بزرگ خود از گرمسیر واقع در جلگه خوزستان به سمت اشترانکوه، قالی کوه و زردکوه بختیاری و محل ییلاقی بسیار خوبی برای عشایر بختیاری است. دریاچه تمی از دو قسمت اصلی و تقریباً بیضی شکل در شمال فلات به طول حدود چهارهزار متر و عرض یک هزارمتر و دریاچه فصلی مثلثی شکل در جنوب تشکیل شده‌است و دو دریاچه با تنگه‌ای با عرض حدود ۲۰۰متر به یکدیگر متصل می‌باشند
== دسترسی ==نزدیکترین مسیر به دریاچه مسیریست که در استان چهارمحال و بختیاری وجود دارد؛مسیر در جاده بازفت به مسجد سلیمان دو راهی لپت جدا میشود و بعد از عبور از لپت نزدیک به لیروک لرستان میشود و بعد از ان پیاده روی شروع میشود که نسبت به دو مسیر از استانهای لرستان و خوزستان نزدیکترین مسیر را دارد.
برای دسترسی به دریاچه از مسیر الیگودرز، بزنوید، دستگرد، پز، لیروک (در کنار رودخانه زلقی) استفاده می‌شود که از دستگرد به بعد مسیر راه پیاده‌رو می‌باشد؛ ولی در آینده با آماده شدن جاده الیگودرز، لیروک از این مسیر کوتاه‌تر شده می‌توان استفاده نمود و قسمت بسیاری از راه را می‌توان با خودرو طی کرد
مسیر دیگری نیز از سمت شهرستان دزفول در استان خوزستان قرار دارد که به شرح زیر است
تنها مسیر دسترسی به این دریاچه از سمت شهرستان دزفول از مسیر سالن کوه در دهستان دره کاید می‌باشد که این جاده نیز درحد مسیر شکافی توسط جهاد کشاورزی انجام شده و ناهموار، صعب العبور، برفگیر و دارای شیب‌های تند است به طوریکه فقط با خودروهای کمک دار و با سرعت پایین می‌توان از این جاده عبور کرد، گفتی است مسیر دزفول تا امام زاده احمد فداله حدود ۱۵۵ کیلومتر است و پس از آن باید حدود یک روز را کوهپیمایی و دره پیمایی نمود تا به دریاچه تمی در دهستان دره‌کاید رسید